# (417871) 2007 MB24
(417871) 2007 MB24 – planetoida z grupy Apollo, należąca do obiektów NEO i PHA. Planetoida została odkryta w czerwcu 2007 roku. Nazwa planetoidy jest oznaczeniem tymczasowym.

## Orbita
Trajektoria (417871) 2007 MB24 jest mocno nachylona do płaszczyzny ekliptyki pod kątem 47,70°. Na jeden obieg wokół Słońca ciało to potrzebuje 2 lat i 208 dni, krążąc w średniej odległości 2,60 j.a. po mocno eliptycznej orbicie. Zaliczany jest do planetoid bliskich Ziemi i jej potencjalnie zagrażających. 13 czerwca 2025 roku minie naszą planetę w odległości zaledwie 0,263 j.a.